# دوچرخه‌سواری در المپیک تابستانی ۲۰۱۶ – کیرین زنان
مسابقات زنان کیرین در بازی های المپیک ۲۰۱۶ در ریو دو ژانیرو محل برگزاری در پیست المپیک ریو دو ژانیرو در ۱۳ اوت صورت گرفت. این دومین بار است که این رویداد در بازی های المپیک پس از اولین برگزاری در لندن، چهار سال قبل برگزار شد بود.

## فینال ۱st–6th
| رتبه | سوار                    | زمان   | نکته |
| ---- | ----------------------- | ------ | ---- |
| 1    | الیس لیخلی (NED)        |        |      |
| 2    | بکی جیمز (GBR)          | +۰٫۰۳۳ |      |
| 3    | آنا میرز (AUS)          | +۰٫۰۳۸ |      |
| ۴    | Anastasia Voynova (RUS) | +۰٫۱۱۱ |      |
| ۵    | Liubov Basova (UKR)     | +۰٫۱۵۲ |      |
| ۶    | کریستینا فوگل (GER)     | +۰٫۱۶۳ |      |